# ペテン盆地
ペテン盆地（西：Cuenca del Petén、英：Petén Basin）はメソアメリカを地理的に区分した地域の一つであり、現在のグアテマラの北部、ペテン県の領域にほぼ重なる。
この土地では先コロンブス期の先古典期末から古典期にかけてティカルなどのマヤ文明の多くの主要なセンターが花開き、ペテン特有な形式のマヤ建築と石碑が興隆した。ラ・スフリカヤとホルムルの遺跡もこの地域にある。

## 歴史

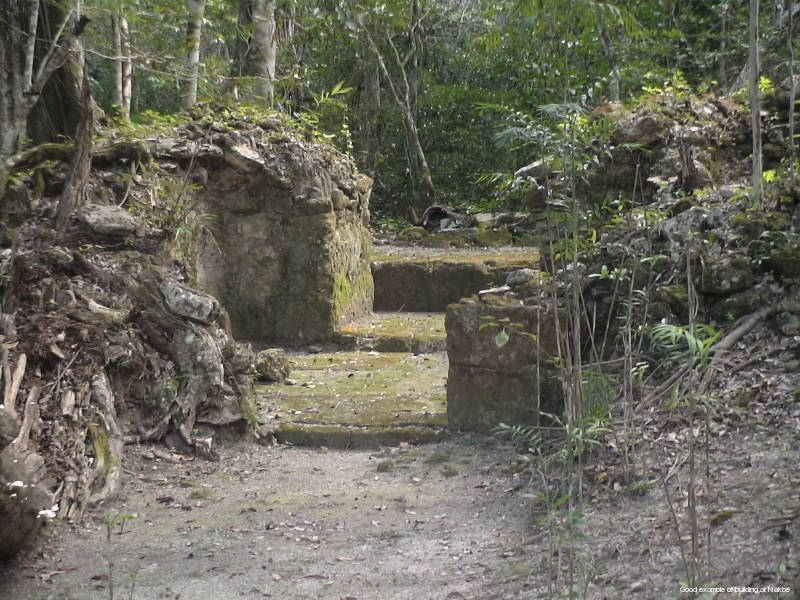
ナクベ、ミラドール盆地の先古典期（紀元前600年）の宮殿の廃墟

紀元前1千年紀前半までに、この地域のペテン盆地とミラドール盆地には既に多数のマヤ文明の記念碑や都市が大いに発展していた。先古典期の主なマヤ遺跡には、ナクベ、エル・ミラドール、ナーチトゥン、サン・バルトロおよびミラドール盆地のシヴァルがあった。

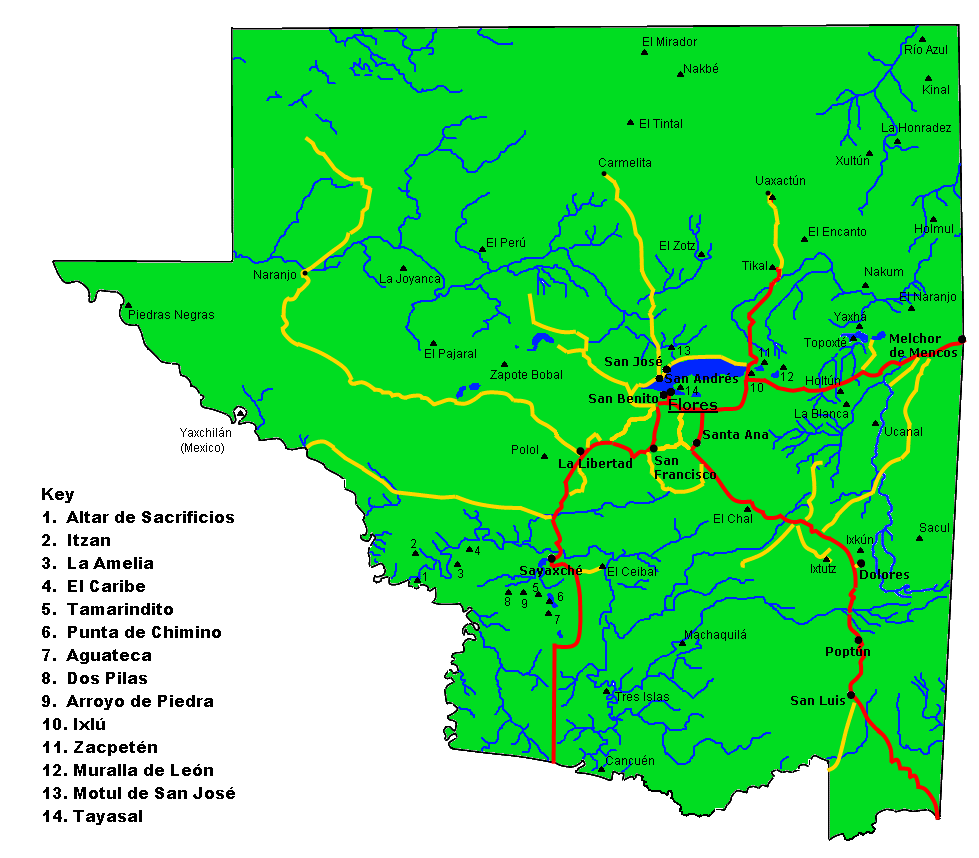
ペテン県の主な集落と遺跡を示した地図。

後にペテンは西暦200年～900年にかけてのマヤの古典期の中心地となった。最盛期の750年あたりにはペテンには何百万もの人々が住んでいたと推定されており、当時の世界で最も人口密度の高いところの一つで、場所によっては2000人/km²にも及んだ。農耕は非常に広範に行われていたが、それは持続不可能なものであった。過剰な耕作の末に土地が痩せ果ててしまった結果、古典期マヤ国家の崩壊の重要な要因の一つである飢餓が起きた事を示す証拠が見つかっている。9世紀半ばから10世紀半ばにかけて推定人口は2/3にまで落ち込んだ。

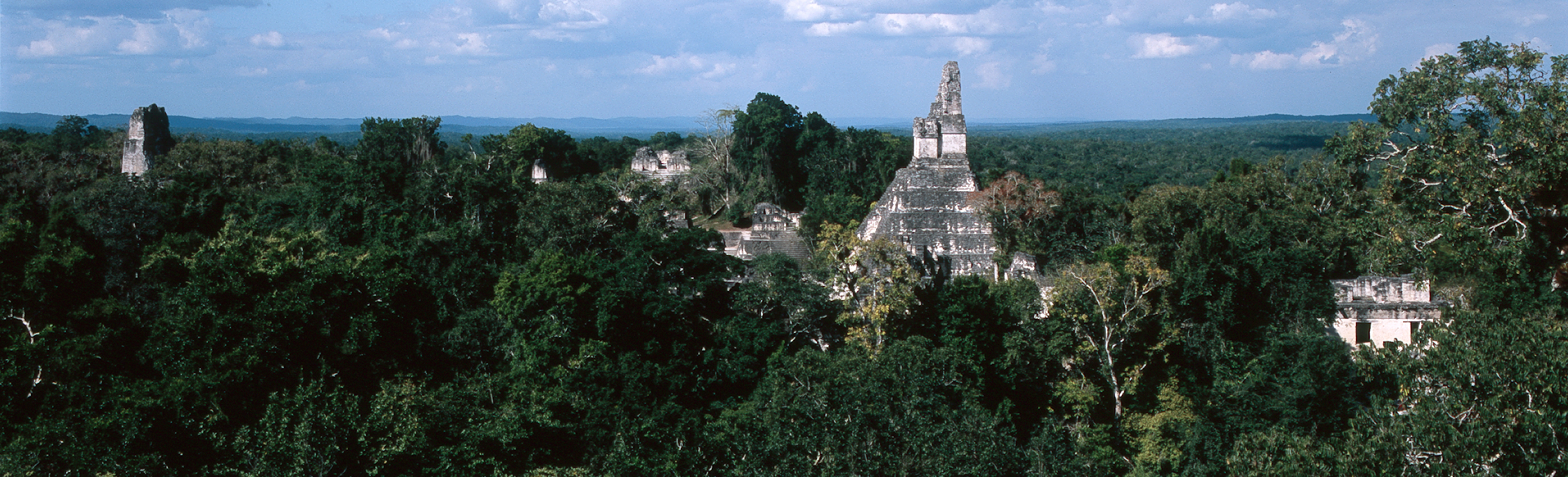
ジャングルの空へ突き出すティカル遺跡

ペテンにおける古典期マヤの遺跡はワシャクトゥン、ティカル、ラ・スフリカヤ、マチャキラー、ナランホ、ナクム、ピエドラス・ネグラス、ウスマシンタ川沿いのアルタル・デ・サクリフィシオス、サン・ペドロ・マルティル川沿いのワカ（エル・ペルー）、セイバル、ペテシュバトゥン地域のアグアテカ、パシオン川沿いのカンクエン、トポシュテおよびヤシャーがある。
世界初のユネスコ世界遺産はティカルであり、そして後にティカル国立公園は、最初の考古学と自然による複合遺産となった。
古典期の人口崩壊の後も、特にヨーロッパの探検家とともにやってきた天然痘を原因として、激しい人口減は続いた。
天然痘の到来は1519～1520年頃で、最初のヨーロッパ人がこの地を訪れる数年前にあたる。1524年から1525年にかけてエルナン・コルテスが最初の探検隊を率いてペテンを通った際には、鬱蒼とした森に隔てられた小さな村々がほとんどであったと報告されており、タヤサルだけが唯一彼らの見た人の住む都市のうちで相当な大きさがあったという。
コルテスの探検以降、スペイン人はペテン征服に力を入れた。
ユカタン、ベリーズおよびアルタ・ベラパスのコバンから何世代もかけて遠征を繰り返し、
1697年頃にはサクペテン（コウォフ・マヤの都）、タヤサルのイツァ・マヤのセンター、そしてケシル（マヤ語名エキシル）およびヤラインなどのペテン・イツァ湖地域のその他の都市といった最後まで独立していたマヤ人勢力の征服を完了した。（関連：スペイン人のユカタン征服）
フローレスというスペイン人の町がタヤサルの遺跡の上に建設されたが、それは植民地時代もそれ以降の中央アメリカの独立後も僻地のままで残されていた。グアテマラの大統領ラファエル・カレーラがフローレスに少数の軍勢を送ってこの地域の領有を主張したのは1840年代の事である。これに対しメキシコとユカタン州の政府はこの地域で領土紛争をするに値しないとして引き下がった。